# TV Scrambles
TV Scrambles ("Motocròs televisats" en anglès) era la manera en què es coneixien popularment al Regne Unit les retransmissions televisives de curses de motocròs en directe durant la dècada del 1960. La seva emissió en horari de màxima audiència, dissabte a la tarda, dins programes esportius de gran seguiment com eren el Grandstand de la BBC i el World of Sport de la ITV, va fer que el motocròs assolís una gran popularitat al país i que, durant anys, els principals pilots que hi participaven esdevinguessin estrelles mediàtiques. Pilots com ara els germans Derek i Don Rickman, Arthur Lampkin, John Burton, Chris Horsfield, Bryan Goss, Dave Nicoll, Vic Eastwood o John Banks eren coneguts i seguits pel gran públic, però els més populars de tots eren Dave Bickers i Jeff Smith. Els duels que protagonitzaven cada cap de setmana aquests dos campions, en directe davant les pantalles, eren seguits per milions de teleespectadors arreu de la Gran Bretanya.

## Història
Aparegudes a finals de la dècada del 1950, principalment a les emissores de la ITV, les retransmissions de curses de motocròs van assolir la seva màxima popularitat durant la dècada següent, quan la BBC va llançar un campionat anomenat BBC Grandstand Trophy Series. Les proves es televisaven durant els mesos d'hivern i s'emetien en directe les tardes de dissabte, dins el programa esportiu per excel·lència de la cadena, Grandstand. Cada esdeveniment constava de diverses curses de 10 a 15 minuts de durada, sovint desenvolupades en condicions adverses (fred, pluja i neu) sota les quals, la majoria d'altres esports es cancel·laven. La BBC, que cercava alguna cosa per a omplir els seus programes esportius durant aquells mesos, va trobar en les curses de motocròs el substitut ideal per a les curses de cavalls, d'ampli seguiment al país.
En uns moments en què al Regne Unit hi havia només tres canals de televisió, el Grandstand gaudia d'audiències que voltaven els tres milions d'espectadors, per a molts dels quals, els soferts pilots de motocròs eren els ídols del moment. Les retransmissions d'aquestes curses tenien tants seguidors, que la BBC les incloïa sovint en programes especials commemoratius, com ara per exemple una de celebrada a Canada Heights (Kent) el febrer de 1965: Inclosa dins un programa de la sèrie 100 Great Sporting Moments, la cursa va assolir grans nivells d'audiència per l'interès que despertava la lluita aferrissada que hi mantingueren Dave Bickers i Jeff Smith (la victòria fou finalment pel primer, en una ajustada foto finish).
L'èxit del campionat de la BBC va fer que la ITV en llancés també un de propi, el qual es retransmetia en directe al seu programa World of Sport. Però fou probablement el de la BBC el més popular de tots dos.

### BBC:Grandstand Trophy
Creat el 1963, el Grandstand Trophy (traduïble per "Trofeu Tribuna") es va mantenir en pantalla fins al 1970. El trofeu s'atorgava als campions de les dues classes o cilindrades en què es dividia el campionat (250cc i 500cc/750cc) i era, al costat del Campionat britànic, la competició de motocròs més prestigiosa al Regne Unit. Els millors pilots de l'època varen competir al Grandstand Trophy (a banda de prestigi, la retransmissió de les curses per televisió donava, tant als pilots com als fabricants, la possibilitat d'augmentar els seus ingressos gràcies a la publicitat). La popularitat que assoliren aquestes curses televisades va engrescar i inspirar tota una generació de joves, els quals van mantenir un interès permanent pel motocròs. Fruit d'aquest interès, uns anys més tard sorgí una nova fornada de campions britànics que tornaren a dominar el Campionat del Món de motocròs, entre ells Graham Noyce, Neil Hudson, David Thorpe i Kurt Nicoll.
El fet que el Grandstand Trophy s'emetés dins el programa Grandstand, sovint amb la locució de Murray Walker, un comentarista esportiu enormement popular aleshores a la Gran Bretanya, va fer que pràcticament a totes les llars del país se seguissin en un moment o altre les curses de motocròs. Els TV Scrambles, doncs, passaren a formar part de la cultura popular de l'època, marcada pels programes de televisió en blanc i negre que tenien audiències milionàries, des de sèries mítiques com ara The Avengers, Bonanza, Flipper o Embruixada a programes d'entreteniment tipus The Dick Van Dyke Show, actuacions dels Beatles i grans esdeveniments com fou la retransmissió de l'allunatge de la missió Apollo 11, el 16 de juliol de 1969.

#### Llista de guanyadors
Font:
| Temporada | 250 cc       | 250 cc      | 500 / 750 cc    | 500 / 750 cc |
| Temporada | Campió       | Motocicleta | Campió          | Motocicleta  |
| --------- | ------------ | ----------- | --------------- | ------------ |
| 1963-64   | Dave Bickers | Greeves     | Jeff Smith      | BSA          |
| 1964-65   | Dave Bickers | Greeves     | Chris Horsfield | Matchless    |
| 1965-66   | Dave Bickers | ČZ          | Jeff Smith      | BSA          |
| 1966-67   | Dave Bickers | ČZ          | Dave Bickers    | ČZ           |
| 1967-68   | Jeff Smith   | BSA         | John Banks      | BSA          |
| 1968-69   | Alan Clough  | Husqvarna   | John Banks      | BSA          |
| 1969-70   | Bryan Goss   | Husqvarna   | Dave Nicoll     | BSA          |

### ITV:World of Sport
Pel que fa al campionat que va crear la ITV, el seu principal promotor fou Dennis Parkinson, un pilot de velocitat que havia arribat a guanyar alguna cursa del Tourist Trophy de l'illa de Man. Parkinson va convèncer els directius de la ITV d'organitzar competicions de motocròs de dos dies, uns esdeveniments que van tenir molt d'èxit gràcies a la bona organització i a la participació dels millors pilots britànics. A més, en durar tot el cap de setmana, la nit de dissabte hi havia molt d'ambient als hotels i locals nocturns de les poblacions on es disputava la prova. El panorama social era excel·lent i tothom qui fos algú dins el món del motociclisme i el periodisme esportiu hi assistia. A diferència del Granstand Trophy de la BBC, els TV Scrambles de la ITV programaven també curses de sidecars (sidecarcross) a més de les individuals.
Sovint, la ITV retransmetia els esdeveniments en col·laboració amb l'ABC ("ABC Weekend TV"), una altra cadena de televisió important a l'època. Entre les dues, oferien de tres a quatre hores de programes esportius cada dissabte a la tarda, de vegades amb la col·laboració d'alguna altra cadena regional. Aquells programes podien arribar a cobrir en directe fins a cinc esports diferents durant una llarga sobretaula. Un dels pilots més reeixits al campionat de la ITV fou John Banks, qui el guanyà dues vegades consecutives (1968 i 1969).

### Repercussió
L'èxit de les retransmissions de curses de motocròs en directe, dins campionats específics, va fer que altres països adoptessin la idea. A Txecoslovàquia, per exemple, el 1970 s'instaurà també un campionat d'hivern televisat, a l'estil dels TV Scrambles, que constava de quatre proves amb mànegues més curtes que les normals i un sistema qualificatori semblant al que es fa servir a les proves de flat track. Els primers campions en varen ser Vlastimil Válek (1970-1971) i Jiří Stodůlka (1973).